# 土村芳
土村 芳（つちむら かほ、1990年12月11日 - ）は、日本の女優。
岩手県盛岡市出身。京都造形芸術大学映画学科俳優コース卒業（3期生）。ヒラタオフィス所属。姉は元IBC岩手放送アナウンサーの土村萌。

## 略歴
盛岡市に生まれ、同市内にて畑中美耶子が主宰する小学生中心の子ども劇団「盛岡子供劇団CATSきゃあ」に姉の萌とともに3歳の時より所属。2001年、小学4年生の時には東和町（現・花巻市）を舞台に撮影されたNHKの正月ドラマ『夢駆ける大地 〜私、牛を飼います〜』に地元の子役として出演したこともあるが、当時子ども劇団は習い事の1つといった感覚で、子ども劇団の解散とともに芝居からは一旦離れる。一方で、小学2年生の時に始めた新体操に打ち込んで、岩手大学教育学部附属中学校を経て盛岡白百合学園高等学校にスポーツ推薦で進学すると、高校在学時に新体操でインターハイに出場する。体育大学に進んで新体操を続ける選択肢もあったが、体育教師になるのもどうだろうとその後の進路に疑問を抱き、大学進学を控えて「自分が一番やりたいことは何なのか?」とあらためて問い直した時に子供劇団時代に経験した本番のワクワク感や楽しかった記憶が一気に蘇り、女優を志して京都造形芸術大学映画学科俳優コースへと進学する。
大学在学中より劇団に所属し、数々の舞台作品や自主制作映画作品に出演、学生制作の映画では製作も経験する。同学科同コースの1学年上の先輩にはすでに在学中より野田秀樹のNODA・MAP公演など外部でも活動していた黒木華がおり、大きな影響を受けたという。やがて、『私立探偵 濱マイク』シリーズなどで知られ、同大学の教授も務める映画監督・林海象によって見出されて、2011年の劇団姫オペラの第2回公演『花ちりぬ』で主演・あきら役に抜擢される。さらに京都造形芸術大学映画学科「北白川派」第3弾『カミハテ商店』（2012年11月公開、山本起也監督）で映画デビューしたのに続き、同第4弾『彌勒 MIROKU』（2013年10月公開、林海象監督）で再び林海象により抜擢されて永瀬正敏とともに主演を務め、映画初主演。
2013年3月に大学を卒業、4月よりヒラタオフィスに所属して本格的に女優として活動を開始し、テレビドラマ、映画、舞台などに出演。2014年7月にはオーディションを勝ち抜いて三浦大輔の新作舞台『母に欲す』に出演する。
NHK連続テレビ小説のヒロインオーディションに何度も挑戦し書類審査で落とされていたが、初めて書類審査を通過して二次選考のオーディションに進んだ2016年後期の『べっぴんさん』で最終審査にまで残り、ヒロインの親友役として連続ドラマに初のレギュラー出演。芳根京子演じるヒロインの女学校時代からの親友で、生真面目で生まれつき体の弱い村田君枝役を慎ましやかに演じて、その穏やかで楚々としたたたずまいと確かな演技力により「昭和顔」の女優として一躍注目を集める。『べっぴんさん』出演者として「第62回びわ湖開き」に参加し、観光船「ミシガン」の一日船長を務める。
『べっぴんさん』終了後の2017年4月には、読売テレビ『恋がヘタでも生きてます』で民放連続ドラマに初出演する。同年10月にNHK BSプレミアムにて放送のNHK北九州放送局制作の地域ドラマ『GO!GO!フィルムタウン』にてフィルム・コミッション職員役を演じてテレビドラマ初主演を果たす。
2017年に母校・京都造形芸術大学が創設した、社会で活躍している卒業生をたたえる「瓜生山学園賞」の第1回受賞者となる。

## 人物・エピソード
- 愛称は「つっちー」[35][36][37]。
- 名前の「芳（）」は、画家だった父方の祖父の画号・土村芳香から一文字を貰って名付けられた[33][38]。
- 趣味は芸術鑑賞、散歩[2]。
- 特技は新体操[1]。小学2年生から始めて、高校時代にはインターハイに出場している[7]。
- 新体操以外にも陸上競技をしていたこともあるなど運動が得意なほうで、健康的で活発なタイプ。見た目からは図書館にいるような大人しい印象を持たれることが多く、そのギャップから取材時などに驚かれることも多いという[39]。
- 観客やカメラを前に役を演じるのは楽しい半面、土村芳として人前に立つのは苦手で、NHK連続テレビ小説『べっぴんさん』の出演者発表の記者会見では緊張のあまり途中で言葉が続かなくなって、プロデューサーから「お芝居をするとガラッと変わる。舞台の上に立つと変わるタイプです」と紹介された[25][40]。
- 1つのイメージに収まることなく、大人しいきれいな役からみっともない情けない役まで、幅広い役を演じることができる女優を目指している[41]。
- 2011年3月11日に発生した東日本大震災では、大学のある京都から岩手の実家へ帰省する途中に東北新幹線の車内で被災し、仙台駅を過ぎたトンネル内で約9時間閉じ込められるという経験をしている[30]。

## 出演

### テレビドラマ
- 夢駆ける大地 〜私、牛を飼います〜（2001年1月2日、NHK総合）
- 逃亡者 おりん2 第六話（2012年2月21日、テレビ東京） - 百姓娘 役
- フラガールと犬のチョコ（2015年3月11日、テレビ東京） - 宮崎優奈 役
- ワカコ酒 第4夜「ざる豆腐」（2015年1月29日、BSジャパン） - 萌 役
- コウノドリ（TBS）
  - 第1シリーズ 第5話（2015年11月13日） - 明美 役
  - 第2シリーズ 第2話（2017年10月20日） - 久保佐和子 役[42][注 4]
- 連続テレビ小説 べっぴんさん（2016年10月3日 - 2017年4月1日、NHK） - 村田（田坂）君枝 役[25]
- 恋がヘタでも生きてます（2017年4月6日 - 6月22日、読売テレビ・日本テレビ） - 榎田千尋 役[31]
- 北九州発地域ドラマ「GO!GO!フィルムタウン」（2017年10月18日、NHK BSプレミアム） - 主演・北村節子 役[43][44][45]
- 大奥ワンダーランド〜江戸城の秘境〜（2018年1月1日、NHK BSプレミアム）[46]
- 女子的生活 最終話（2018年1月26日、NHK総合） - マナミ 役
- はんなりギロリの頼子さん（2018年4月25日 - 5月16日、関西テレビ） - 池上順子 役[47]
- この世界の片隅に（2018年7月15日 - 9月16日、TBS） - 堂本志野 役[48]
- 3年A組-今から皆さんは、人質です-（2019年1月6日 - 3月10日、日本テレビ） - 相楽文香 役
- ゾンビが来たから人生見つめ直した件（2019年1月19日 - 3月9日、NHK総合） - 君島柚木 役[49][50][51][52]
- 本気のしるし（2019年10月14日 - 12月17日、メ〜テレ） - 主演・葉山浮世 役（森崎ウィンとのダブル主演）[53]
- 小さな神たちの祭り（2019年11月20日、TBC東北放送） - 岡本美結 役[54][55]
- 病室で念仏を唱えないでください（2020年1月16日 - 3月20日、TBS） - 宮寺あや 役[56]
- ゆるキャン△（テレビ東京） - 鳥羽美波 役[57]
  - ゆるキャン△ 第7話 - 最終話（2020年2月20日 - 3月27日）
  - ゆるキャン△スペシャル（2021年3月29日）
  - ゆるキャン△2（2021年4月1日 - 6月17日）[58]
- レンタルなんもしない人 第9話（2020年9月10日、テレビ東京） - 永田知世 役[59]
- アンサング・シンデレラ 病院薬剤師の処方箋 最終話（2020年9月24日、フジテレビ） - 向坂千歳 役[60]
- 書けないッ!?〜脚本家 吉丸圭佑の筋書きのない生活〜 第5話 - 最終話（2021年2月20日 - 3月13日、テレビ朝日） - 一条桜子 役
- あなたのそばで明日が笑う（2021年3月6日、NHK総合） - 真城遥 役[61][62][63]
- ライオンのおやつ（2021年6月27日 - 8月15日、NHK BSプレミアム） - 主演・海野雫 役[64][65][66]
- おいしい給食 シーズン2（2021年10月13日 - 12月15日、テレビ神奈川 他） - ヒロイン・宗方早苗 役[67]
- 特集ドラマ「二十四の瞳」（2022年8月8日、NHK BSプレミアム / BS4K） - 主演・大石久子 役[68][69]
- 5つの歌詩 第5話「スピリラ」（2022年10月8日、スターチャンネルEX / BS10スターチャンネル） - 主演・薫 役
- 満天のゴール（2023年3月25日、NHK BS4K / 9月19日・26日、NHK総合） - 水野かおり 役
- ゲキカラドウ2（2023年4月7日 - 6月23日、テレビ東京） - ヒロイン・小野寺美優 役[70]
- インターホンが鳴るとき（2023年10月12日 - 12月14日、テレビ大阪） - 主演・田中結花 役[71]
- OZU 〜小津安二郎が描いた物語〜 第2話「生れてはみたけれど」（2023年11月19日、WOWOW） - 岩崎美恵 役[72]
- 正直不動産2 第1話（2024年1月9日、NHK総合） - 田口友梨佳 役[73]
- 瓜を破る〜一線を越えた、その先には（2024年1月24日 - 3月20日、TBS） - 染井菜々 役[74]
- Shrink-精神科医ヨワイ- 第2話（2024年9月7日、NHK総合・NHK BSプレミアム4K） - 谷山楓 役[75]
- クラスメイトの女子、全員好きでした 第9話・最終話（2024年9月5日・12日、読売テレビ） - 最終話ヒロイン・佐藤瑠美子 役[76]
- 潜入兄妹 特殊詐欺特命捜査官 第3話（2024年10月19日、日本テレビ） - 重信茉由 役[77]

### 映画
- QULOCO（2009年、ショートフィルム） - 主演
- ピカドン2（2010年、自主制作映画） - ヒロイン
- さよなら、さよなら、さよなら（2012年、ショートフィルム、片岡大樹監督） - 香織 役
- カミハテ商店（2012年11月10日、山本起也監督） - 松本明日香 役
- 彌勒 MIROKU（2013年10月26日、林海象監督） - 少年・江美留 役
- 劇場霊（2015年11月21日、松竹、中田秀夫監督）
- 何者（2016年10月15日公開、東宝、三浦大輔監督）
- 去年の冬、きみと別れ（2018年3月10日、ワーナー・ブラザース映画、瀧本智行監督） - 吉岡亜希子 役[78]
- 空母いぶき（2019年5月24日、キノフィルムズ、若松節朗監督） - 吉岡真奈 役[79]
- MOTHER マザー（2020年7月3日、スターサンズ / KADOKAWA、大森立嗣監督） - 三隅楓 役
- 本気のしるし〈劇場版〉（2020年10月9日、ラビットハウス、深田晃司監督） - 主演・葉山浮世 役[80]
- 10万分の1（2020年11月27日、ポニーキャニオン、三木康一郎監督） - 高山亜紀 役
- 僕たちは変わらない朝を迎える（2021年8月13日、チーズfilm） - ヒロイン・宮崎寧々 役[81]
- スパゲティコード・ラブ（2021年11月26日、ハピネットファントム・スタジオ、丸山健志監督） - 剣持雫 役[82][83]
- 劇場版 おいしい給食 卒業（2022年5月13日、AMGエンタテインメント・イオンエンターテイメント、綾部真弥監督） - ヒロイン・宗方早苗 役[84]
- 港に灯がともる（2025年1月17日、太秦、安達もじり監督） - 平良夕 役[85][86]
- 仏師（2026年公開予定、平成プロジェクト） - 楠久陽真理 役[87]

### 配信ドラマ
- signal（2015年6月22日配信） - 主演・玲奈 役
- 呪怨：呪いの家（2020年7月3日 - 、全6回、Netflix） - 久世真奈美 役
- 新聞記者（2022年1月13日配信、Netflix） - 屋代晴海 役[88]
- 1122 いいふうふ（2024年6月14日 - 、Amazon Prime Video） - たまえ 役[89][90]

### ラジオドラマ
- 計算の神様 - 開局70周年記念ラジオドラマ（2023年12月25日、IBCラジオ） - 飯坂タミ子 役[91][92]
- 青春アドベンチャー（NHK-FM）
  - 『四日間家族』（2024年10月28日 - 11月8日） - 坂崎夏美 役[93]

### 舞台
- 劇団姫オペラ『花ちりぬ』（2011年9月9日 - 13日、京都造形芸術大学高原校舎Bスタジオ、2012年2月18日 - 19日、宮川町歌舞練場、監督：林海象） - 主演・あきら 役
- ROGO『銀河鉄道の夜』（2014年2月13日 - 5月11日、シアターグリーンBOX in BOX THEATER 他、脚本・演出：古川康大） - カムパネルラ 役
- 母に欲す（2014年7月10日 - 8月3日、パルコ劇場 他、作・演出：三浦大輔） - 鈴木里美 役
- 劇団papercraft 第12回公演『旧体』（2025年8月29日 - 9月3日〈予定〉、KAAT神奈川芸術劇場 大スタジオ、作・演出：海路）[94]

### ドキュメンタリー
- NNNドキュメント'20「東日本大震災9年 約束 ～それぞれの道～」（2020年3月、日本テレビ・BS日テレ・日テレNEWS24） - ナレーション
- 1945ひろしまタイムライン（2020年8月3日 - 8月7日、NHK）- やすこ 役

### PV
- ソラノジオ「Baby do you know」（2010年）
- 浜崎あゆみ「Step by step」（2015年）
- 雨のパレード「morning」（2019年）[95]

### CM
- NTT東日本 企業 「もっと強く」篇（2014年3月 - ）
- メガネの田中 VOGUE 「恋に効くメガネ」篇（2014年5月 - ）
- スズキ ソリオ 「先輩」篇（2014年11月 - ）
- ヤマサ醤油 鮮度の一滴 超特選しょうゆ 「マイしょうゆ」篇（2015年9月 - ）
- 東京メトロ すすメトロ! どこでも、ホームドア! 「ホームドア」篇（2016年5月 - ）
- ANA 企業 「世界は、ひとつになれる。」篇（2017年11月 - ）
- ちふれ化粧品 ちふれ（2018年2月） - イメージキャラクター[96]
- 銀座ダイヤモンドシライシ 「彼は走っている」篇 「紙の指輪」篇 「再びのプロポーズ」篇（2018年5月 - 、行定勲監督）[97][98][99] - 三浦貴大と共演
- チョーヤ梅酒 The CHOYA SINGLE YEAR 至極の梅「最高のしあわせ篇」（2019年4月 - ）[100]